# Línea 38 (Media Distancia)
La línea 38 (Lérida Pirineos - Zaragoza-Delicias) es una línea de ferrocarril de vía de ancho ibérico. Es una de las 7 líneas de media distancia de Aragón y esta en concreto es gestionada por Renfe. La línea transcurre por el tramo entre Lérida y Zaragoza de la llamada línea de Zaragoza o Línea Barcelona-Manresa-Cervera-Lérida-Zaragoza. Anteriormente era conocida como línea R43.

## Lunes-Viernes
| Lérida- Pirineos | Binéfar | Monzón- Río Cinca | Sariñena | Grañén | Tardienta | Zaragoza-Delicias |
| ---------------- | ------- | ----------------- | -------- | ------ | --------- | ----------------- |
| 06:25            | 06:59   | 07:09             | 07:35    | 07:52  | 08:02     | 08:57             |
| 15:15            | 15:47   | 15:56             | 16:20    | 16:34  | 16:45     | 17:29             |
| 17:48            | 18:19   | 18:30             | 18:53    | 19:07  | 19:18     | 20:05             |

| Zaragoza-Delicias | Tardienta | Grañén | Sariñena | Monzón- Río Cinca | Binéfar | Lérida-Pirineos |
| ----------------- | --------- | ------ | -------- | ----------------- | ------- | --------------- |
| 06:10             | 06.51     | 07:01  | 07:15    | 07:41             | 07:51   | 08:20           |
| 15:15             | 15:53     | 16:02  | 16:18    | 16:42             | 16:53   | 17:27           |
| 20:12             | 21:07     | 21:16  | 21:32    | 21:55             | 22:06   | 22:40           |

## Sábados
| Lérida- Pirineos | Binéfar | Monzón- Río Cinca | Sariñena | Grañén | Tardienta | Zaragoza-Delicias |
| ---------------- | ------- | ----------------- | -------- | ------ | --------- | ----------------- |
| 10:25            | 11:03   | 11:12             | 11:35    | 11:50  | 12:01     | 12:53             |
| 15:15            | 15:47   | 15:56             | 16:20    | 16:34  | 16:45     | 17:29             |

| Zaragoza-Delicias | Tardienta | Grañén | Sariñena | Monzón- Río Cinca | Binéfar | Lérida-Pirineos |
| ----------------- | --------- | ------ | -------- | ----------------- | ------- | --------------- |
| 08:57             | 09:47     | 09:57  | 10:13    | 10:36             | 10:47   | 11:21           |
| 20:12             | 21:07     | 21:16  | 21:32    | 21:55             | 22:06   | 22:40           |

## Domingos
| Lérida- Pirineos | Binéfar | Monzón- Río Cinca | Sariñena | Grañén | Tardienta | Zaragoza-Delicias |
| ---------------- | ------- | ----------------- | -------- | ------ | --------- | ----------------- |
| 15:15            | 15:47   | 15:56             | 16:20    | 16:34  | 16:45     | 17:29             |
| 17:48            | 18:19   | 18:30             | 18:53    | 19:07  | 19:18     | 20:05             |

| Zaragoza-Delicias | Tardienta | Grañén | Sariñena | Monzón- Río Cinca | Binéfar | Lérida-Pirineos |
| ----------------- | --------- | ------ | -------- | ----------------- | ------- | --------------- |
| 10:27             | 11:08     | 11:19  | 11:34    | 11:57             | 12:07   | 12:37           |
| 20:12             | 21:07     | 21:16  | 21:32    | 21:55             | 22:06   | 22:40           |